# Guifred le Velu
Guifred le Velu (Guifré el Pilós ou el Pelós en catalan ; Wilfred, Vifredo, Guifredo ou Guilfredo), né vers 840 et mort le 11 août 897 dans la région de Solsona, fils de Sunifred Ier de Barcelone, est un comte d'Urgell et de Cerdagne (870-897), de facto, sinon de jure jusqu'en 878, de Conflent, comprenant alors le Vallespir (896 - 897), de Barcelone et Gérone (878-897), et d'Ausona (886-897).

## Formes du nom et surnoms

### Formes du nom
Guifred est un nom d'origine germanique, Wigfred, qui signifie paix victorieuse.
En catalan ce nom a été transcrit sous diverses formes : Guifre, Guifré, Grifé, Jofre et Jofré. En français, on rencontre aussi Vuifred.
Dans les documents contemporains de Guifred le Velu, écrits en latin, son nom apparaît sous les formes Guifredus ou Wifredus. Dans la Gesta comitum barchinonensium, écrite en latin entre 1175 et 1195, il est cité sous le nom de Guiffredo ou Guifredo. Dans la Chronique de Bernat Desclot, rédigée en catalan à partir de 1282, son nom est écrit Guifre. Dans les Chroniques des rois d'Aragon et comtes de Barcelone, rédigées en catalan au XVe siècle, il est cité sous le nom de Guiffre. La Genealogia regum Navarrae et Aragoniae et comitum Barchinonae est un texte écrit en latin et daté de 1380, connu par une copie du XVe siècle. On y trouve le nom de Guiffredus. Enfin, dans les Histoires et conquêtes des Rois d'Aragon et Comtes de Barcelone, texte en catalan de 1438, Guifred le Velu est mentionné sous le nom de Grifa.

### Surnoms
Le personnage historique de Guifred le Velu est rapidement oublié au profit de sa construction mythologique. Posé comme origine de la lignée des comtes de Barcelone, les rois d'Aragon cherchent à en tirer une légitimité et lui donnent le titre de Père de la patrie. Ce titre Pater Patriae est d'origine romaine et désigne à l'origine le Romulus légendaire de la fondation de Rome. Dans le cas de Guifred le Velu, il apparait dans la Genealogia regum Navarrae et Aragoniae et comitum Barchinonae (1380), dans la partie concernant la généalogie du futur Jean Ier d'Aragon et lui est attribué à la fois au titre d'initiateur de la lignée mais aussi de combattant contre l'Islam. La légende médiévale autour de Guifred le Velu est reprise durant la Renaissance, réactualisée lors de la Guerre des faucheurs (1640-1652) et la Guerre de Succession d'Espagne (1701-1714) et ressortie de l'oubli lors de la Renaixença au XIXe siècle, renforçant chaque fois un peu plus son image de père de la patrie.
Le surnom de Guifred le Velu, quant à lui, pourrait venir de son extrême pilosité corporelle. Une autre hypothèse consiste à envisager que, bien que velu, poilu se dise pilós en catalan, le surnom de Pilós, que l'on a traduit par velu, poilu... viendrait de princeps pelitus ou "prince fourré". Il s'agit d'une référence à la coutume des princes wisigothiques de porter un couvre-chef de fourrure. Ceci expliquerait de même les surnoms de Pelet ou d'autres dérivés, attribués à la même époque à d'autres magnats de Septimanie et de Catalogne tels que Bernard II de Septimanie dit Plantevelue.

## Famille

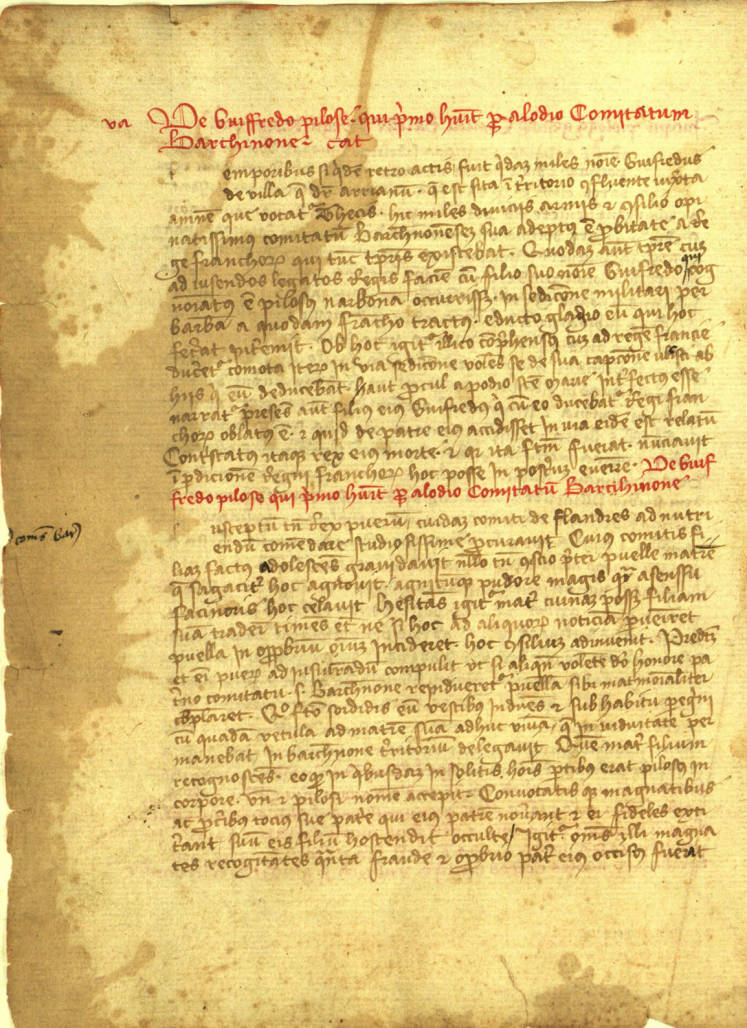
De Guiffredo pilose, début de la Légende de Guifred le Velu dans la Gesta comitum barchinonensium.

Peu d'éléments de la vie de Guifred le Velu étant connus au Moyen Âge, de nombreux faits issus de la Légende de Guifred le Velu que l'on trouve recopiée dans la Gesta comitum barchinonensium, un texte écrit en latin daté de 1180, se sont imposés. Ils sont désormais remis en cause.
Fratrie
Guifré a au moins un frère en la personne de Miron Ier le Vieux, comte de Conflent, Capcir, qui conquiert le comté de Roussillon en 870 . Ils apparaissent dans le même document en 873 lors de la consécration de l'église de Formiguères en Capcir, dépendant de l'abbaye de Joucou en Pays de Sault. Miron ne semble pas avoir de descendance puisque Guifré hérite de ses titres à sa mort en 896.
Ascendance
La légende situe les origines de Guifred d'Arria, père de Guifred le Velu dans le village de Ria, dans les environs de Prades. Le texte cite « un chevalier de nom Guifred originaire d'une ville nommée Arria, qui est en territoire du Conflent, touchant la rivière Têt, près du monastère de Saint-Michel-de-Cuxa ».
Un document trouvé au XVIIIe siècle et daté de 888 vient contredire cette origine et permet d'établir qu'il est le fils de Sunifred Ier d'Urgell et de son épouse Ermessende. L'ascendance de Sunifred est elle-même incertaine et en fait soit le fils de Bello de Carcassonne soit, de manière plus vraisemblable, le fils de Borrell Ier d'Osona.
Les origines de l'un et de l'autre sont inconnues, hormis le fait que ce sont tous deux des seigneurs wisigoths. Bello de Carcassonne (mort vers 812) est le premier comte de Carcassonne connu, mais a aussi été comte de Roussillon, d'Ausona, d'Urgell, de Cerdagne, de Besalú, de Conflent et marquis des Marche d'Espagne. Borrell I d'Osona (mort vers 820), a quant à lui aussi été  comte d'Urgell, de Cerdagne, d'Ausona et de Conflent.
Les comtes de Razès et Carcassonne Acfred et Olibia II, frères, sont désignés comme ses cousins lors de la consécration de l'église de Formiguères en 873.
Descendance
L'identité de l'épouse de Guifred est incertaine. Il s'agit sans doute de Gunilde ou Guinidilde d'Empúries (?-900).
Certains affirment, selon la Légende de Gulfred le Velu,  qu'il pourrait également s'agir de Guinedilde de Flandres. Or cette dernière hypothèse est difficilement envisageable avec les dates de naissances de Borell et Miron. En effet, Guinedilde (ou Windilde) de Flandres ne peut être née qu'après 864, ses parents Baudouin I et Judith de France s'étant mariés le 13 décembre 862. Le frère aîné de Guinedilde, Baudouin II, est probablement né en 863, donc ladite Guinedilde ne peut être née qu'à partir de 864 au plus tôt. Si cette hypothèse est retenue, Borell Ier et Miron II ne peuvent être ses enfants, elle n'a pu enfanter respectivement à 9 et 13 ans. Si tous les enfants de Guifred le velu sont issus de la même mère, il ne peut s'agir que de Guinidilde d'Empuries ou une homonyme mais sûrement pas Guinedilde de Flandres. En outre, sans être exceptionnel, l'écart entre les époux serait d'au moins 25 ans. Sans résoudre l'identification du nom de l'épouse, cette hypothèse est donc probablement à écarter sauf à considérer que Guilfred le Velu a eu plusieurs épouses, or aucun texte ne va en ce sens.
Guifred a dix enfants connus :
- Borell Ier (874-911) ;
- Miron II (878-927), comte de Cerdagne et d'Urgell, suzerain du Conflent, héritier dans les faits de Miron le Vieux ;
- Emma de Barcelone (880-942), première abbesse du Monastère de Sant Joan de les Abadesses ;
- Sunifred II d'Urgell (880?-948) ;
- Radulf de Barcelone (v. 885-940 ou 942), évêque d'Urgell ;
- Suniaire Ier de Barcelone (v. 890-950), comte de Barcelone, de Gérone et d'Ausonne ;
- Ermessende de Barcelone (?-925) ;
- Cixilone de Barcelone (?-945), abbesse de Santa Maria del Camí ;
- Riquilde de Barcelone (?-?), vicomtesse de Barcelone ;
- Guinidilde de Barcelone (897-923), épouse de Raymond II de Toulouse.

## Biographie

### Règne

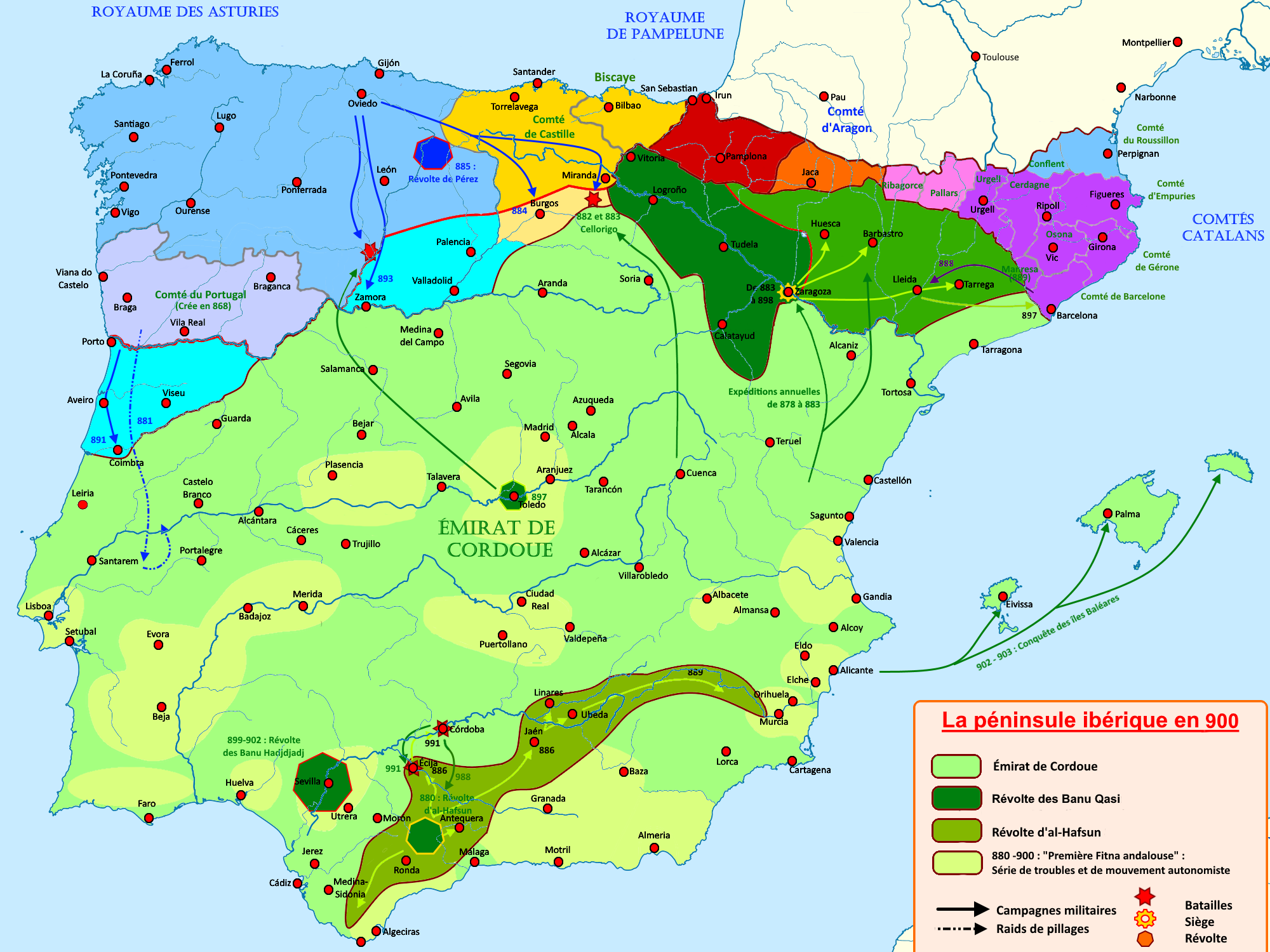
Comté de Barcelone de 875 à 900.

Il est nommé comte de Barcelone au concile de Troyes, en 878. Louis le Bègue destitue Bernat Ier, comte de Barcelone, au profit de Guifred qui prend le titre de Comte de Barcelone et de Gérone, alors que son frère Miron Ier prend celui de Comte du Roussillon.
Guifred développa la plaine de Vic.
Vers 885, Guifred crée le comté d'Ausona. Il rétablit l'évêché sur les territoires reconquis sur les musulmans. Il édifie des abbayes : Santa Maria de Ripoll (880, consacrée en 888), Sant Joan de les Abadesses (885), tandis que son frère Miron le Vieux crée Saint-Michel de Cuxa (879) dans le Conflent.
En 896, il hérite des domaines de son frère Miron le Vieux, soit les comtés de Conflent et de Roussillon ainsi que le Fenouillèdes et le Peyrapertusès.

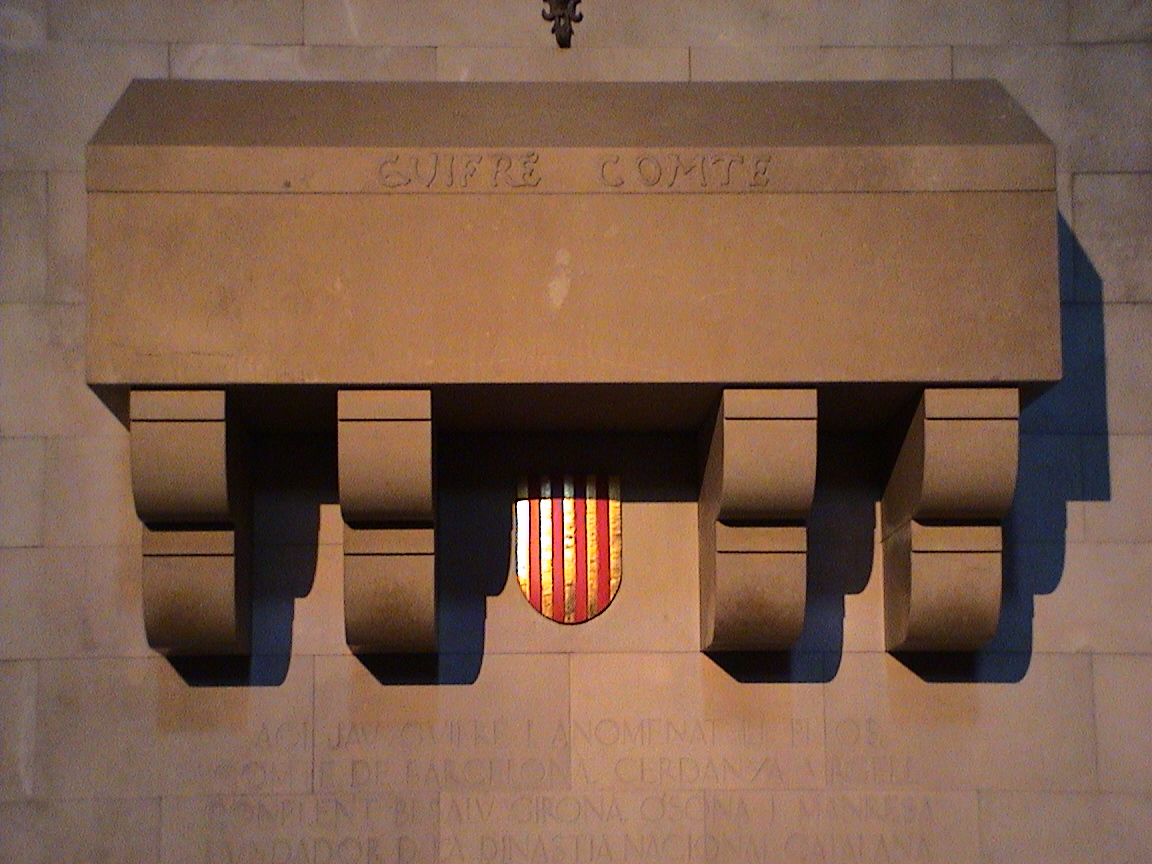
Tombe de Guifred au monastère de Ripoll.

Guifred le Velu meurt le 11 août 897, en combattant contre le chef musulman Lubb ibn Muhammad de la famille muladí des Banu Qasi. Il est enterré au monastère Sainte-Marie à Ripoll.

### Blason

Le blason du royaume d'Aragon.

Selon la légende des quatre barres de sang, créée en 1551 sous forme de conte fictionnel par un auteur de Valencia, le blason des comtes de Barcelone, devenu depuis celui des rois d'Aragon, devrait les quatre pals de gueule de son blason à Guifred. Selon les versions de cette légende, Guifred aurait été victorieux mais blessé au combat en affrontant les Normands ou en duel contre un rival Franc nommé Salomon, et le roi des Francs de l'ouest, Eudes, l'aurait alors récompensé en plongeant quatre doigts dans la blessure et en traçant sur son bouclier d'or quatre marques de sang, lui offrant ainsi ses armoiries.
Cette légende n'a cependant aucun fondement réel : Guifred est mort au combat contre les musulmans (au siège de Lérida) et non contre les Normands ou un Franc, et Charles le Chauve est décédé 20 années avant lui; l'héraldique a fait son apparition plus de deux siècles après sa mort, et les armes d'Aragon pourraient être une reprise des couleurs de la Rome antique[Information douteuse].